# ローヒニー東駅
ローヒニー東駅（ローヒニーひがしえき、英語: Rohini East、ヒンディー語: रोहिणी पूर्व）は、インドデリーにあるデリー・メトロレッドラインの駅である。